# Parasol Stars
 (mai 2008).
Si vous disposez d'ouvrages ou d'articles de référence ou si vous connaissez des sites web de qualité traitant du thème abordé ici, merci de compléter l'article en donnant les références utiles à sa vérifiabilité et en les liant à la section « Notes et références ».
Pour les articles homonymes, voir Parasol (homonymie).
Parasol Stars: The Story of Bubble Bobble III (パラソルスター) est un jeu vidéo de plates-formes développé par Taito, initialement sorti en 1991 sur PC Engine. Le jeu a été adapté en 1992 sur Amiga, Atari ST, NES et Game Boy, sous-titré The Story of Rainbow Island II dans les versions micros.
Il s'agit du troisième épisode de la série Bubble Bobble. À la différence de Bubble Bobble et Rainbow Islands, le jeu n'est pas sorti en salle d'arcade. Dans cette nouvelle aventure, Bub et Bob, qui ont gardé leur forme humaine du précédent épisode, doivent défaire le terrible « Chaostikahn » et se débarrasser des ennemis dans 70 niveaux, aidés de leur parapluie magique multi - fonction.

## Le jeu

### Système de jeu
Parasol Stars propose une approche similaire à ses prédécesseurs en termes de conception tout en implémentant de nouvelles fonctionnalités de gameplay. Comme dans Bubble Bobble, la taille des tableaux est réduite : certains s'étendent sur deux écrans en largeur mais la plupart sont affichés en intégralité à l'écran, avec scrolling mais uniquement dans certains tableaux sur 2 écrans et lorsqu'un tableau est terminé, le passage au suivant s'effectue par le biais d'un scrolling ultra-fluide. Le jeu est ainsi jouable à deux joueurs en simultané. On retrouve aussi des mécanismes (le temps imparti au terme duquel l'opposition devient plus forte) et des éléments graphiques communs (ennemis, décors). Enfin, Parasol Stars partage la même « science » des objets bonus. La principale nouveauté concerne le parapluie, un accessoire qui remplace les bulles et les arcs-en-ciel des précédents épisodes, et dont l'utilisation originale donne toute sa singularité à une expérience de jeu qui requiert réflexes et réflexion.

#### Le parapluie magique
Les fonctionnalités du parapluie se rapportent aux ennemis mais aussi à des gouttes d'eau qui suintent des décors et glissent d'une plate-forme à une autre. Le parapluie, qui peut être déployer devant et au-dessus du personnage, possède quatre fonctions de base :
- une arme : le parapluie permet de frapper les ennemis et les gouttes, ce qui revient dans les deux cas à les transformer en projectile.
- une protection : le parapluie bloque les projectiles ennemis et assomme instantanément tout ennemi qui entre en contact avec lui.
- un moyen de stockage : le parapluie permet de transporter un ennemi assommé (ou même le partenaire) et de stocker les gouttes (l'un ou l'autre) pour les lancer à l'endroit et au moment voulu. Pendant la manœuvre, le parapluie est ouvert vers le haut et le personnage se retrouve donc vulnérable aux attaques latérales.
- un parachute : lors d'un saut, le parapluie peut être déployer pour ralentir la chute, ce qui peut être utile dans certains cas particuliers.

En cumulant cinq gouttes grâce à la méthode de stockage, le joueur obtient une grosse goutte qui constitue une « attaque spéciale ». Suivant les niveaux, les gouttes rencontrées sont de quatre types — eau, éclair, feu, étoile — et l'attaque spéciale varie en conséquence :
- eau : un torrent s'écoule sur les plates-formes en contrebas et « évacue » les ennemis. Cette attaque est notamment utile pour atteindre des ennemis se trouvant dans des cavités inaccessibles.
- éclair : un éclair latéral très puissant capable de traverser les murs et de transpercer un rangée entière d'ennemis.
- feu : un mur de flamme qui se lève pendant quelques secondes devant les trajectoires ennemis.
- étoile : une explosion d'étoiles qui se déploient de manière circulaire sur une large zone de l'écran.

À noter que les gouttes d'eau peuvent aussi être utilisées comme promontoire par le personnage, ce qui est crucial dans certains passages pour lui permettre d'accéder à une plate-forme supérieure.

#### Les ennemis
Deux salves d'attaque sont nécessaires pour tuer complètement un ennemi; à la première, il est seulement assommé. Si un ennemi se réveille après avoir été assommé, il entre dans une colère rouge et devient plus agressif. Cela arrive également lorsque le temps imparti pour terminer le niveau est dépassé. Dans cette situation, une faucheuse invincible vient s'ajouter aux ennemis et poursuit inlassablement le personnage jusqu'à ce dernier parvienne à tuer le(s) dernier(s) monstre(s) restants ou jusqu'à ce que mort s'ensuive.
De nombreux ennemis communs aux précédents épisodes sont présents dans le jeu.

#### Les niveaux
Les niveaux présentent souvent des ouvertures à la base. Quand un personnage (ou un ennemi) se laisse tomber dans le trou, il réapparaît en haut de l'écran. Compte tenu de la taille réduite des tableaux et de la promiscuité forcée avec les ennemis, cette possibilité se révèle très utile.
Parasol Stars comprend sept planètes aux thématiques variés. Chacune d'elles est divisée en sept niveaux, le dernier constituant toujours un combat contre un boss. Une fois achevé ce voyage inter-planétaire et « Chaostikahn » terrassé, Bub et Bob repartent sur leur planète d'origine, celle de Rainbow Islands, pour défaire « Dark of the Shadow ». Deux planètes cachés sont à débloquer à partir de ce monde (cf. plus loin). Dans les versions Amiga et Atari ST, il y aurait également un 11e monde, accessible du 3e niveau d'Ocean World,.
1. Music World
2. Woodland World
3. Ocean World
4. Machine World
5. Casino World
6. Cloud World
7. Giant World
8. Rainbow World
9. Toy World (caché)
10. Nightmare World (caché)

#### Les objets et les secrets
À l'instar de ses prédécesseurs, Parasol Stars propose de nombreux objets à points, power-ups et items spéciaux à ramasser.
Les objets à points sont les plus courants. Parfois invisibles, il suffit lancer des gouttes ou un ennemi dans le décor pour les faire apparaître. Renouveler la manœuvre permet alors de les récupérer à distance, sans avoir à se déplacer. En mode deux joueurs, cela peut occasionner des parties de « ping pong » très fructueuses. Une vie supplémentaire est attribuée à 100 000 pts et un crédit à 6 000 000 pts.
Parmi les power-ups, il y a notamment le « réveil » qui gèle le temps, les « bottes » qui augmentent la vitesse de déplacement du personnage, la potion d'invulnérabilité, la « tête de mort » qui extermine tous les ennemis, des armes spéciales, etc.
Les items spéciaux à collecter sont un peu les pendants des diamants de Rainbow Islands. Il en existe de quatre natures différentes (eau, éclair, feu, étoile) et les bénéfices varient suivant le type d'association réalisé. Pour voir la véritable fin du jeu et accéder à la 10e planète, il faut collecter les trois items d'étoiles dans Rainbow World et Toy World.
Le jeu comprend aussi une warp zone qui permet d'être téléporté directement dans le dernier monde. Elle se trouve au 4e niveau d'Ocean World : le joueur doit récupérer les trois fruits et le cœur violet du tableau.

## Exploitation

### Développement
Les versions Amiga et Atari ST ont été développées par Mick West (programmation), Don McDermott (graphisme), Matthew Cannon et Keith Tinman (musiques et effets sonores). Une version Commodore 64 fut préparée (comme l'attestent les publicités de l'époque) mais le code source fut malencontreusement détruit et l'éditeur a décidé d'abandonner le projet.
Parasol stars est également un jeu doté d'une protection contre la copie particulièrement costaude, à en juger par ce mail reçu du programmeur
du jeu, Mick West :
La version Amiga a été créée en copiant la version PC Engine qui était commercialement disponible, du moins au Japon. Taito nous avait donné des éléments graphiques originaux, que nous avons dû convertir d’une palette de 16 couleurs par sprites vers une palette globale de 16 couleurs. Ils ne nous ont donné aucun code/programme ou quelque autre informations, alors j’ai du jouer au jeu encore et encore pour comprendre comment le jeu fonctionnait.
Je ne connais rien au sujet d’une version arcade.
Le système de protection était en deux parties. La principale était une piste série Rob Northern incopiable sur la disquette en piste 0. Elle ne contenait aucune donnée, mais vous pouviez appeler une routine qui vous disait si elle était présente ou pas. Je n’ai pas écrit cette partie.
Ça aurait été aisé de faire renvoyer à la routine "C’est correct" de façon permanente, alors j’ai ajouté une autre couche de protection constituée de  diverses couches de checksums, du code généré de la façon de la plus obscure imaginable, y compris une générée en utilisant un langage interprété crée exprès dans ce but. Cela assurait que si le déplombeur modifiait le code, ça aurait fait planter indirectement le jeu. J’ai passé un long moment sur ces protections car j’avais demandé un bonus à océan (des sous quoi) si je pouvais rendre le jeu indéplombable. Malheureusement, j’ai sous-estimé le talent des déplombeurs et il a été déplombé en moins d’une semaine. Je ne me suis plus jamais occupé de protection contre la copie après ça.
Salutation,
Mick West
Techniquement, cette protection pèse 350 ko à elle seule. La piste série Rob Northern présente sur la disquette est vérifiée 50 fois durant le jeu, et il y a 20 checksums (routines qui vérifient que le programme n'a pas été modifié) qui font planter le jeu (corruption du jeu en RAM, effacement brutal (vidange de la RAM) en cas de détection de modification. L'intrusion par le biais d'une cartouche de type Action Replay III est également empêchée, car le programme s'auto-vérifie lui-même. La version atari ST du jeu utilise la même protection.

### Accueil
Parasol Stars a été bien reçu par la presse spécialisée et les joueurs mais il demeure généralement moins connu que les deux précédents épisodes de la série. Avec ses niveaux statiques, le jeu de Taito bénéficiait d'un cachet visuel moins « tape-à-l'œil » que d'autres titres du même genre sorti à la même époque, notamment le très populaire Sonic the Hedgehog (1991, Sega).
Steve Merett, dans Commodore User, a écrit :
« The trouble with the words 'classic' is that it is given out willy-nilly, cheapening its worth. Parasol Stars, however, is truly deserving of the accolade. Sheer brilliance, and no mistaking. »
ACE 850/1000 • Amiga Format 87% • Consoles + 95% • CU Amiga 95%

## La série
- 1986 - Bubble Bobble
- 1987 - Rainbow Islands
- 1991 - Parasol Stars
- 1993 - Bubble Bobble Part 2
- 1994 - Bubble Symphony (Bubble Bobble II)
- 1996 - Bubble Memories
- 2006 - Rainbow Islands Revolution
- 2007 - Rainbow Islands Evolution
- 2024 - Parasol Stars - The Story of Bubble Bobble III

## À noter
Lors des confrontations contre les boss, la musique de jeu reprend un motif de la chanson Lambada, popularisé par Kaoma en 1989.